# حكومة وائل الحلقي الثانية
تشكلت حكومة وائل الحلقي الثانية في 28 آب/أغسطس 2014 بموجب المرسوم رقم 273 لعام 2014، حيث صدر المرسوم 257 وتعديله بالمرسوم رقم 217 في 10 آب 2014 القاضي بتكليف الدكتور وائل نادر الحلقي بتشكيل حكومة الجمهورية العربية السورية. هذه الحكومة هي الوزارة رقم 92 منذ استقلال سورية عن الدولة العثمانية عام 1918، وهي خامس وزارة في عهد الرئيس بشار الأسد.
تشكلت هذه الحكومة بعد إعادة انتخاب بشار الأسد لولاية دستورية جديدة وذلك بنتيجة الانتخابات الرئاسية عام 2014.
شهدت هذه الحكومة فصل وزارة الشؤون الاجتماعية والعمل إلى وزارتين منفصلتين هما وزارة الشؤون الاجتماعية ووزارة العمل، كما تم إحداث وزارة جديدة باسم وزارة التنمية الإدارية، تهدف هذه الوزارة إلى تنظيم وتطوير أداء الإدارة والوظيفة العامة وتحسين خدماتها للمواطنين ومكافحة الفساد الإداري من خلال تحديث القوانين والتشريعات الناظمة والتطوير المؤسساتي وتأهيل الكوادر البشرية واستخدام تقانات المعلومات.

## إعفائات
في 20 آب 2015 صدر المرسوم رقم 217 الذي نصَّ ما يلي:.
- المادة /1/ إعفاء وزيرة الشؤون الاجتماعية الدكتورة كندة الشماط من منصبها وتصفية حقوقها وفق القوانين والأنظمة النافذة.
- المادة /2/ إعفاء وزير التجارة الداخلية وحماية المستهلك السيد حسان صفية من منصبه وتصفية حقوقه وفق القوانين والأنظمة النافذة.
- المادة /3/ تسمية السيد جمال شعبان شاهين وزيراً للتجارة الداخلية وحماية المستهلك.
- المادة /4/ تسمية السيدة ريمة القادري وزيرةً للشؤون الاجتماعية.
- المادة /5/ تبيليغ هذا المرسوم من يلزم لتنفيذه.

## التشكيل الوزراي
تألفت حكومة وائل الحلقي الثانية من الوزراء:
| الترتيب | المنصب                               | الصورة | شاغل المنصب           | الحزب                             | الحزب | في المنصب من       | في المنصب حتى        |
| ------- | ------------------------------------ | ------ | --------------------- | --------------------------------- | ----- | ------------------ | -------------------- |
| –       | رئيس مجلس الوزراء                    |        | وائل الحلقي           | حزب البعث العربي الاشتراكي        |       | 9 آب 2012          | 3 تموز 2016          |
| –       | نائب رئيس مجلس الوزراء               |        | وليد المعلم           | حزب البعث العربي الاشتراكي        |       | 23 حزيران 2012     | 16 تشرين الثاني 2020 |
| –       | نائب رئيس مجلس الوزراء لشؤون الخدمات |        | عمر إبراهيم غلاونجي   | مستقل                             |       | 23 حزيران 2012     | 22 حزيران 2016       |
| 1       | الدفاع                               |        | فهد جاسم الفريج       | حزب البعث العربي الاشتراكي        |       | 18 تموز 2012       | 1 كانون الثاني 2018  |
| 2       | الخارجية والمغتربين                  |        | وليد المعلم           | حزب البعث العربي الاشتراكي        |       | 11 شباط 2006       | 16 تشرين الثاني 2020 |
| 5       | وزارة الداخلية                       |        | محمد إبراهيم الشعار   | حزب البعث العربي الاشتراكي        |       | 14 نيسان 2011      | 26 تشرين الثاني 2018 |
| 4       | شؤون رئاسة الجمهورية                 |        | منصور فضل الله عزام   |                                   |       | 23 نيسان 2009      | 13 كانون الأول 2023  |
| 7       | العدل                                |        | نجم حمد الأحمد        | حزب البعث العربي الاشتراكي        |       | 16 آب 2012         | 29 آذار 2017         |
| 26      | المالية                              |        | اسماعيل اسماعيل       |                                   |       | 27 آب 2014         | 3 تموز 2016          |
| 19      | الإدارة المحلية                      |        | عمر إبراهيم غلاونجي   | مستقل                             |       | 14 نيسان 2011      | 22 حزيران 2016       |
| 3       | الأوقاف                              |        | محمد عبد الستار السيد | حزب البعث العربي الاشتراكي        |       | 8 كانون الأول 2007 | 10 كانون الأول 2024  |
| 6       | وزارة التربية                        |        | هزوان الوز            | حزب البعث العربي الاشتراكي        |       | 23 حزيران 2012     | 26 تشرين الثاني 2018 |
| 18      | التعليم العالي                       |        | محمد عامر مارديني     |                                   |       | 27 آب 2014         | 3 تموز 2016          |
| 13      | الصحة                                |        | نزار وهبه يازجي       | حزب البعث العربي الاشتراكي        |       | 27 آب 2014         | 30 آب 2020           |
| 14      | الشؤون الاجتماعية                    |        | كندا الشماط           |                                   |       | 27 آب 2014         | 20 آب 2015           |
| 14      | الشؤون الاجتماعية                    |        | ريما القادري          | حزب البعث العربي الاشتراكي        |       | 20 آب 2015         | 30 آب 2020           |
| 15      | العمل                                |        | خلف سليمان العبد الله |                                   |       | 27 آب 2014         | 3 تموز 2016          |
| 12      | التنمية الإدارية                     |        | حسان النوري           | المبادرة الوطنية للإدارة والتغيير |       | 27 آب 2014         | 29 آذار 2017         |
| 27      | الموارد المائية                      |        | كمال الشيخة           |                                   |       | 27 آب 2014         | 3 تموز 2016          |
| 10      | الزراعة والإصلاح الزراعي             |        | أحمد القادري          | حزب البعث العربي الاشتراكي        |       | 9 شباط 2013        | 30 آب 2020           |
| 16      | الصناعة                              |        | كمال الدين طعمة       |                                   |       | 22 آب 2013         | 3 تموز 2016          |
| 28      | التجارة الداخلية وحماية المستهلك     |        | حسان صفية             |                                   |       | 27 آب 2014         | 20 آب 2015           |
| 28      | التجارة الداخلية وحماية المستهلك     |        | جمال شعبان شاهين      | حزب الوحدويين الاشتراكيين         |       | 20 آب 2015         | 3 تموز 2016          |
| 17      | الاقتصاد والتجارة الخارجية           |        | همام الجزائري         |                                   |       | 27 آب 2014         | 3 تموز 2016          |
| 25      | الكهرباء                             |        | عماد محمد ديب خميس    | حزب البعث العربي الاشتراكي        |       | 14 نيسان 2011      | 3 تموز 2016          |
| 21      | النفط والثروة المعدنية               |        | سليمان العباس         | حزب البعث العربي الاشتراكي        |       | 27 آب 2014         | 3 تموز 2016          |
| 24      | النقل                                |        | غزوان خير بك          | حزب البعث العربي الاشتراكي        |       | 27 آب 2014         | 3 تموز 2016          |
| 20      | الاتصالات والتقانة                   |        | محمد غازي الجلالي     |                                   |       | 27 آب 2014         | 3 تموز 2016          |
| 9       | الإسكان والتنمية العمرانية           |        | محمد وليد غزال        | حزب البعث العربي الاشتراكي        |       | 10 آب 2014         | 22 حزيران 2016       |
| 8       | الأشغال العامة                       |        | حسين عرنوس            | حزب البعث العربي الاشتراكي        |       | 9 شباط 2013        | 26 تشرين الثاني 2018 |
| 22      | الإعلام                              |        | عمران عاهد الزعبي     | حزب البعث العربي الاشتراكي        |       | 23 حزيران 2012     | 3 تموز 2016          |
| 23      | الثقافة                              |        | عصام خليل             | حزب البعث العربي الاشتراكي        |       | 27 آب 2014         | 3 تموز 2016          |
| 11      | السياحة                              |        | بشر رياض يازجي        | حزب البعث العربي الاشتراكي        |       | 22 آب 2013         | 26 تشرين الثاني 2018 |
| –       | وزير دولة لشؤون المصالحة الوطنية     |        | علي حيدر              | الحزب السوري القومي الاجتماعي     |       | 23 حزيران 2012     | 26 نوفمبر 2018       |
| –       | وزيرة دولة لشؤون البيئة              |        | نظيرة سركيس           | حزب البعث العربي الاشتراكي        |       | 27 آب 2014         | 3 تموز 2016          |
| –       | وزير دولة                            |        | جمال شعبان شاهين      | حزب الوحدويين الاشتراكيين         |       | 23 حزيران 2012     | 3 تموز 2016          |
| –       | وزير دولة                            |        | عبد الله خليل حسين    | الحزب الشيوعي السوري              |       | 23 حزيران 2012     | 3 تموز 2016          |
| –       | وزير دولة                            |        | حسيب الياس شماس       |                                   |       | 22 آب 2013         | 3 تموز 2016          |
| –       | وزير دولة                            |        | محمد مطيع مؤيد        | حزب الاتحاد الاشتراكي العربي      |       | 27 آب 2014         | 3 تموز 2016          |

## روابط خارجية
- البيان الوزاري لحكومة وائل الحلقي
- مجلس الوزراء السوري
- الحكومات السورية على موقع رئاسة مجلس الوزراء
- الحكومات السورية على موقع مجلس الشعب السوري
- وزارات الدولة على بوابة الحكومة الإلكترونية السورية
- الوزارات والهيئات الحكومية على موقع مجلس الشعب السوري